# 房屋貸款負擔率
房屋貸款負擔率是一項評估購屋負擔能力的指標，計算方式為「每月房貸支出/家庭月所得」。

## 定義與計算方式
房屋貸款負擔率，即為民眾購屋貸款負擔占所得的比例，通常會假設在貸款七成、期限為20年，本利平均攤還的情況進行計算。計算公式為「房屋貸款每月攤還額」除以「家戶月可支配所得」（兩者皆取中位數），可以數學式表示如下：

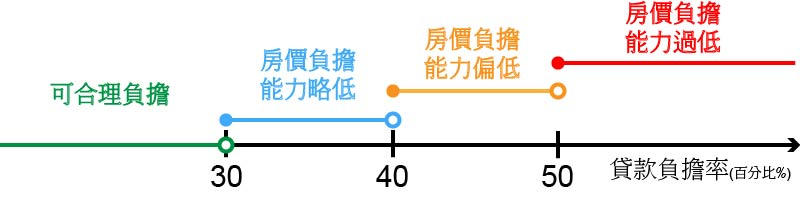
這張數線圖表示了房屋貸款負擔率數值與民眾房價負擔能力之間的關係

計算出來之數值，代表中位數房價之每期應償還本利和占家戶月可支配所得的比例情況，比例越大則房價負擔能力越低。一般而言，攤還額度少於家戶所得的三成，對民眾是合理的負擔；若佔了五成以上，負擔能力就是過低。

## 應用
房屋貸款負擔率和房價所得比、住宅負擔能力指數、購屋機會指數以及租金所得比都是在實務上，經常做為評估民眾購屋負擔能力的指標。而其中貸款負擔率比起其他指數，比較能反應民眾實際的負擔狀況；「住宅負擔能力指數」便是由貸款負擔率變形而得，為一項國際通用的指標。

## 各國与各地区比較
根據相關報導整理此表單
| 國際城市 | 臺灣臺北 | 臺灣新北 | 臺灣臺中 | 南韓首爾 | 日本東京 | 香港   | 紐西蘭  |
| -------- | -------- | -------- | -------- | -------- | -------- | ------ | ------- |
| 負擔比   | 61.54%   | 52.30%   | 39.31%   | 38.34%   | 40.84%   | 50.42% | 58.20%  |
| 統計時間 | 2018Q1   | 2018Q1   | 2018Q1   | 2013Q3   | 2013     | 2014Q1 | 2013/11 |